# Fonte de Angeão

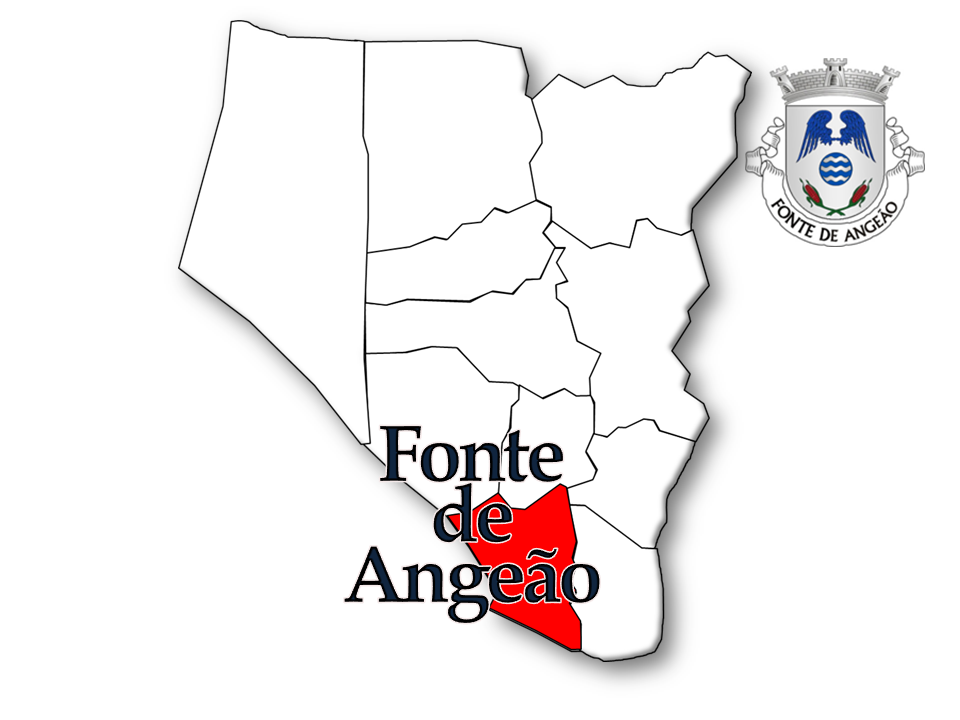
Freguesia de Fonte de Angeão

Fonte de Angeão é uma povoação portuguesa do Município de Vagos, no Distrito de Aveiro, que foi sede da extinta Freguesia de Fonte de Angeão, freguesia que tinha 9,55 km² de área e 1.179 habitantes (2011), e, por isso, uma densidade populacional de 123,5 hab/km².
A Freguesia de Fonte de Angeão, que fora criada em 1965, a partir da freguesia de Covão do Lobo, foi extinta (agregada) em 2013, tendo o seu território sido agregado ao da Freguesia de Covão do Lobo para criar a União das Freguesias de Fonte de Angeão e Covão do Lobo.

## População
| 1970  | 1981  | 1991  | 2001  | 2011  |
| 1 627 | 1 335 | 1 291 | 1 245 | 1 179 |

Criada pelo Decreto Lei nº 46.454, de 27 de Julho de 1965, com lugares da freguesia de Covão do Lobo
| Distribuição da População por Grupos Etários | Distribuição da População por Grupos Etários | Distribuição da População por Grupos Etários | Distribuição da População por Grupos Etários | Distribuição da População por Grupos Etários | Distribuição da População por Grupos Etários | Distribuição da População por Grupos Etários | Distribuição da População por Grupos Etários | Distribuição da População por Grupos Etários | Distribuição da População por Grupos Etários |
| -------------------------------------------- | -------------------------------------------- | -------------------------------------------- | -------------------------------------------- | -------------------------------------------- | -------------------------------------------- | -------------------------------------------- | -------------------------------------------- | -------------------------------------------- | -------------------------------------------- |
| Ano                                          | 0-14 Anos                                    | 15-24 Anos                                   | 25-64 Anos                                   | > 65 Anos                                    |                                              | 0-14 Anos                                    | 15-24 Anos                                   | 25-64 Anos                                   | > 65 Anos                                    |
| 2001                                         | 188                                          | 194                                          | 609                                          | 254                                          |                                              | 15,1%                                        | 15,6%                                        | 48,9%                                        | 20,4%                                        |
| 2011                                         | 149                                          | 145                                          | 600                                          | 285                                          |                                              | 12,6%                                        | 12,3%                                        | 50,9%                                        | 24,2%                                        |

## Lugares
A Freguesia de Fonte de Angeão tinha quatro lugares: a sede, Fonte de Angeão, Parada de Cima, Rines e Gândara.

## Património
- Igreja de Nossa Senhora do Livramento (matriz)
- Fontes de Ancião e dos Amores